# Mārkalne socken
Mārkalne socken (lettiska: Mārkalnes pagasts) är ett administrativt område i Alūksne kommun i Lettland.